# 9K333 Verba

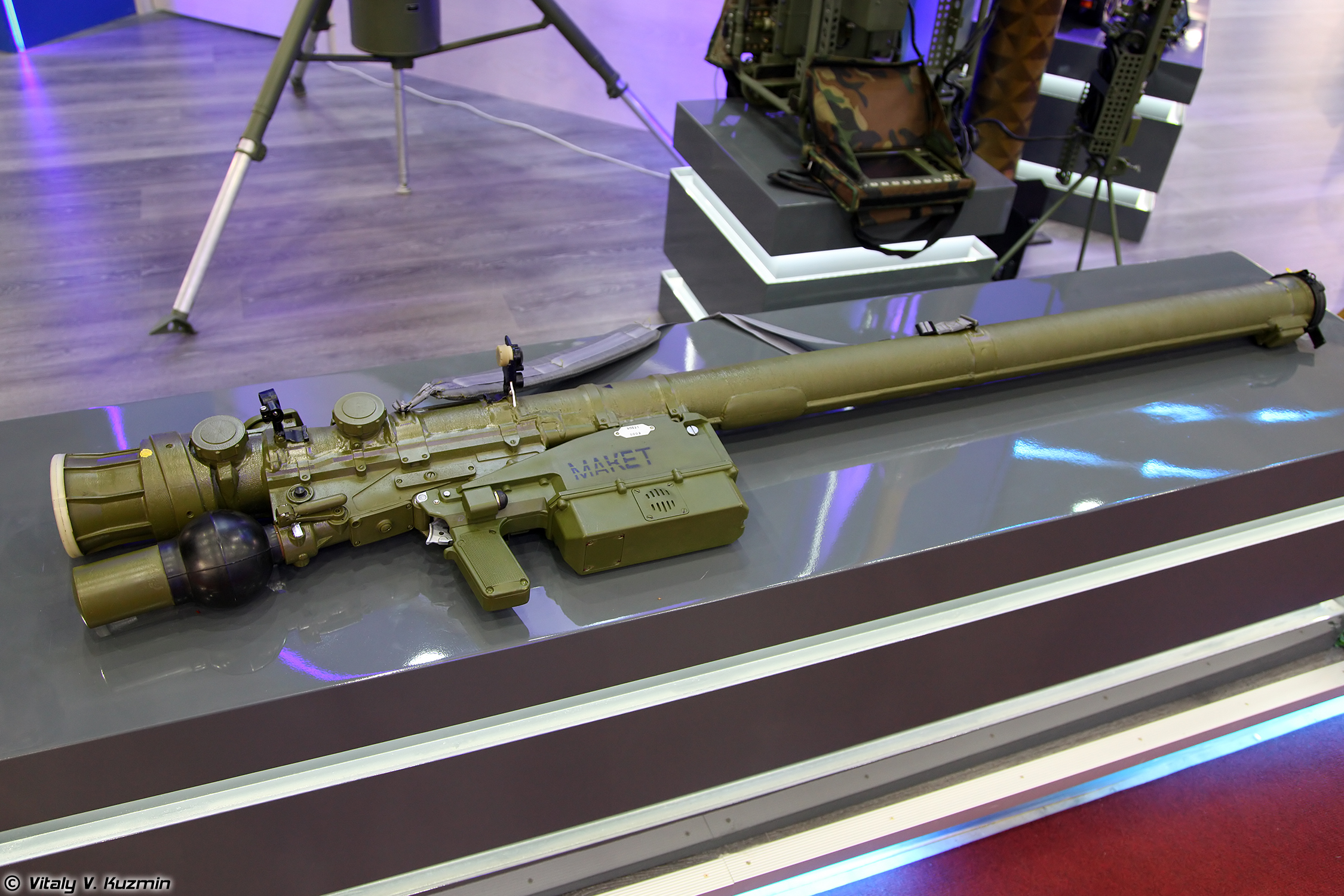
9K333 Verba

9K333 Verba (rusky Верба, „Vrba“) je ruský přenosný z ramene odpalovaný protiletadlový raketový komplet (MANPADS) čtvrté generace. "9K333" je označení v rámci indexu GRAU, v kódu NATO nese označení SA-25.
9K333 Verba byla vyvinuta  v konstrukční kanceláři KBM jako nástupce systému 9K38 Igla. První zkoušky byly provedeny v roce 2011 a první zbraně byly ruským ozbrojeným silám dodány v roce 2014. Na rozdíl od systému 9K38 Igla byla infračervená vyhledávací hlava Verby vylepšena, aby lépe rozlišovala mezi skutečným cílem a infračervenou návnadou.
Během války na východě Ukrajiny bylo začátkem června 2014 zasaženo ukrajinské vojenské letadlo pravděpodobně  Verbou používanou proruskými milicemi. Zatímco původně prohlašovala použití rakety pouze ukrajinská strana, jiné zdroje uvádějí, že proruská strana potvrdila použití. Typ letadla se v závislosti na zdroji lišil. Ukrajinská strana zpočátku hovořila o transportním letadle Antonov An-26, zatímco proruská strana uvedla, že se jednalo o Antonov An-30. To bylo později potvrzeno ukrajinskou stranou. Počet obětí zůstává nejasný.